# Joujouka
Joujouka, Jajouka oder Zahjouka (arabisch جوجوكة, DMG Ǧūǧūka, auch جهجوكة / Ǧahǧūka; Tarifit ⵣⴰⵀⵊⵓⴽⴰ) ist ein Dorf in den Ahl-Srif-Bergen des südlichen Rif-Gebirges in Marokko.

## Ortsbild
Subsistenzlandwirtschaft ist die Haupttätigkeit der Bevölkerung von Joujouka. Die wesentlichen Produkte sind neben der Schafzucht Oliven, Karotten, Rüben, Kartoffeln und Honig. Die Frauen kümmern sich um das Geflügel. Während der Sommer weiden die Jungen die Schafe weiter oben im Gebirge.

## Das musikalische Erbe

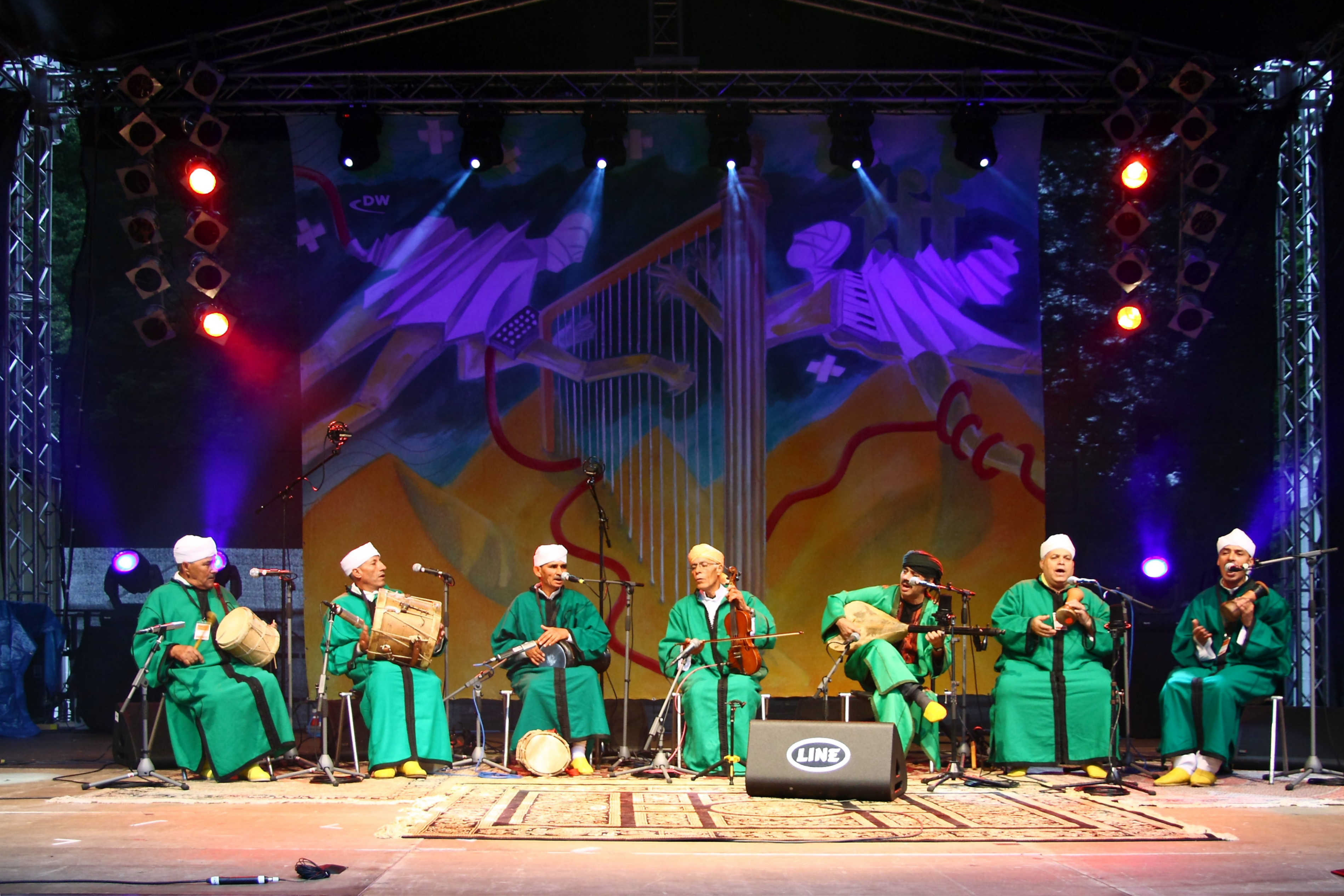
Die Master Musicians of Jajouka beim TFF.Rudolstadt 2011

Joujouka ist international bekannt als Heimatort der traditionellen Sufimusiker Master Musicians of Jajouka und von Bachir Attar, der diese Musik in die Weltmusik eingetragen hat. Die Dorfkultur zog in den 1950ern die Aufmerksamkeit der Schriftsteller Paul Bowles und William S. Burroughs auf sich, da sie starke Tranceelemente enthält. Brion Gysin, der den Musikern vorgestellt wurde, beförderte diese Idee und verband sie mit dem dörflichen Boujeloud-Festival, bei dem ein junger Mann in einem Ziegenfell zur Musik tanzte. 1967 und 1968 besuchte Brian Jones, der Mitbegründer der Rolling Stones, das Dorf und nahm die Musiker auf. Aus den Bändern entstand die LP Brian Jones Presents The Pipes Of Pan At Joujouka, die psychedelisch abgemischt 1971 auf Rolling Stones Records erschien. Diese Veröffentlichung machte erstmals die Musik des Ensembles international bekannt und weitere Musiker, darunter Ornette Coleman und Robert Palmer, später auch Bill Laswell aufmerksam, die mit den Musikern des Dorfes auftraten oder aufnahmen. Im September 2013 erschien bei Howe Records die Kompilation The Road to Jajouka, auf der die Musik der Master Musicians remixed und reinterpretiert wurde. Zu den Beteiligten gehören u. a. John Zorn, Flea, Marc Ribot, Ornette Coleman, Medeski, Martin & Wood, Howard Shore, Bill Laswell und Jim Jarmusch (Autor der liner notes). Alle Einnahmen aus dem Verkauf des Albums werden an die Jajouka Foundation gespendet.